# Almoxarife
La charge d'almoxarife était, dans le Portugal au Moyen Âge, une fonction de responsable de perception des taxes et impôts. 
Les premières mentions remontent aux premières décennies après l'indépendance du Portugal, c'est-à-dire à partir de la fin du XIIe siècle. Le terme est devenu courant au siècle suivant. L'almoxarife était chargé du calcul et du paiement des sommes dues au titre de l'impôt. Les contrats de perception des impôts étaient généralement conclus avec le fermier général du roi. L'almoxarife devait pouvoir justifier des montrant qu'il avait reçus et dépensés. La comptabilité de cette charge était assurée par le Trésor, avec des responsables chargés d'une ou plusieurs provinces. Par exemple, le service de comptabilité d'Estrémadure était chargé « des almoxarife d'Algés et de Malvern, de Salvaterra, d'Azambuja et d'Alcoelha, d'Alenquer et de Torres Vedras, de Tomar et de Santarém. »
Le terme almoxarife vient de l'arabe almushrif, le terme qui désignait les percepteurs d'impôts chez les Mozarabs d'Alandalus. Dans les royaumes chrétiens espagnols, et en particulier en Castille, almojarife a désigné les hauts fonctionnaires, fermiers publics, ou le trésorier en chef, ou même les collecteurs des almojarifazgo, une taxe appliquée au transport des marchandises qui entraient ou sortaient du royaume, l'équivalent des actuels frais de douane.[réf. nécessaire]